# École de Bruxelles (bande dessinée)
L’École de Bruxelles est un style de bande dessinée historiquement associé au journal Tintin, dont la plupart des dessinateurs suivaient à divers degrés des codes graphiques et narratifs communs, inspirés de leur chef de file Hergé.

## Caractéristiques
Leur graphisme (plus tard baptisé « ligne claire ») se distingue par un trait réaliste et épuré, des bulles rectangulaires etc. tandis que les scénarios, qu'ils soient dans le registre humoristique, aventure ou science-fiction, sont rationnellement construits et tenus à une certaine plausibilité. Cela donne des récits qui s'inscrivent complètement en opposition au style des comics américains et qui ont permis à certaines BD belges (puis franco-belges) de l'époque classique d'être considérées comme de véritables œuvres littéraires.
Cette école s'oppose à l’École de Marcinelle des éditions Dupuis et du Journal de Spirou, menée par Jijé et Franquin, qui au contraire a privilégié un dessin très expressif, voire caricatural, et beaucoup plus de fantaisie dans les récits.

## Précurseur
- Alain Saint-Ogan (Zig et Puce)

## Grands maîtres
- Hergé (Les Aventures de Tintin, Quick et Flupke, Jo, Zette et Jocko) ;
- Edgar P. Jacobs (Blake et Mortimer), qui fut l'assistant de Hergé ;
- Paul Cuvelier (Corentin).

À une certaine époque, André Franquin, s'étant brouillé avec monsieur Dupuis, vint proposer ses services au journal Tintin où il créa les gags en une planche de Modeste et Pompon. Mais la brouille ne dura pas, les aventures de Spirou reprirent, et Franquin devint ainsi le seul dessinateur à avoir jamais travaillé en même temps pour les journaux Tintin et Spirou. C'était tout de même trop de travail et Modeste et Pompon finirent par être repris par Dino Attanasio puis par d'autres.

## Autres auteurs (années 40 à 60): le «style Tintin»
- Jacques Martin (Alix, Lefranc),
- Bob de Moor (Barelli, Cori le Moussaillon),
- Willy Vandersteen (Bob et Bobette, en particulier les albums de la « série bleue », Jérôme, Safari)
- Tibet (Chick Bill, Ric Hochet)
- François Craenhals (Les 4 As)
- Roger Leloup (Yoko Tsuno)
- Dino Attanasio (Spaghetti et Prosciutto, reprise de Modeste et Pompon de Franquin)

Jacques Martin, Bob de Moor et Roger Leloup ont été formés aux Studios Hergé.

## Les héritiers (après lesannées 1970): laligne claire
- Ted Benoit (Ray Banana, Blake et Mortimer)
- Theo van den Boogaard (Léon-la-Terreur)
- Yves Chaland (Freddy Lombard, Bob Fish, Spirou et Fantasio)
- Serge Clerc (Meurtre dans le phare)
- Floc’h (Blitz, Underground)
- Ever Meulen (L’Affaire T.T.T.)
- Joost Swarte (L’Art moderne, Passi, Messa)
- Pascal Zanon (Harry Dickson)